# London Contemporary Orchestra
London Contemporary Orchestra (LCO) je orchestr sídlící v Londýně. Založili jej v roce 2008 dirigenti Hugh Brunt a Robert Ames. V prvním roce své existence hrál například díla Angličana Jonnyho Greenwooda, Řeka Iannise Xenakise či Francouze Oliviera Messiaena. V pozdějších letech hrál například díla Johna Cage, Steva Reicha (Different Trains) či Gabriela Prokofieva. V roce 2009 orchestr odehrál sérii koncertů ve spolupráci s elektronickým duem Matmos a skladatelkou Annou Meredith. Později s orchestrem spolupracoval též elektronický hudebník Actress. Kromě koncertů s hudebníkem nahrál také extended play Audio Track 5. Roku 2018 orchestr odehrál dva koncerty coby doprovod velšského hudebníka a skladatele Johna Calea v londýnské Barbican Hall. Orchestr dále nahrál hudbu pro řadu filmů, mezi něž patří například Mistr (2012), Assassin's Creed (2016), Vetřelec: Covenant (2017) a Nit z přízraků (2017).